# Tamara Esteri
Tamara Esteri Almeida (ur. 24 sierpnia 1966 w Hawanie) – kubańska szpadzistka, srebrna medalistka mistrzostw świata.
Podczas mistrzostw świata w La Chaux-de-Fonds w 1998 roku Kubanki w składzie: Milagros Palma, Mirayda García, Zuleidis Ortiz i Tamara Esteri zdobyły srebrny medal w zawodach drużynowych. W rywalizacji indywidualnej zajęła tam ósme miejsce.
Wystartowała na igrzyskach olimpijskich w Atlancie w 1996 roku, gdzie drużynowo była szósta, a indywidualnie zajęła 41. miejsce. Na rozgrywanych cztery lata później igrzyskach olimpijskich w Sydney w zawodach drużynowych była siódma, a w indywidualnych zajęła 27. miejsce.
Ponadto na igrzyskach panamerykańskich w Indianapolis (1987) zdobyła indywidualnie złoty medal, a na igrzyskach panamerykańskich w Winnipeg (1999) zdobyła złoto drużynowo i srebro indywidualnie.